# 阿雷基帕省

阿雷基帕省（西班牙語：Provincia de Arequipa），是秘魯的省份，位於該國南部阿雷基帕大區，首府是阿雷基帕，始建於1821年8月15日，面積9,682平方公里，2012年人口936,464，人口密度每平方公里96.72人。